# Elektrode

Standaard-waterstofelektrode

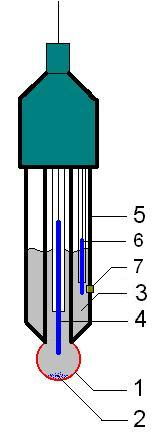
pH-elektrode (= glaselektrode)

Een elektrode is een geleider die gebruikt wordt om contact te maken met een niet-metalen deel van een circuit of met een deel van het elektrisch circuit dat niet als vast onderdeel van dat circuit gedacht wordt. Michael Faraday stelde de naam elektrode samen uit de Griekse woorden elektron (barnsteen), waar het woord elektriciteit van is afgeleid en hodos voor weg.
Zo worden elektroden gebruikt om een meetapparaat te verbinden met de te meten schakeling of met het hoofd van een patiënt voor het maken van een EEG. Bij lassen wordt één elektrode verbonden met het werkstuk en is de andere de laselektrode. In galvanische opstellingen zijn het de elektroden die contact maken met de vloeistof en in een elektronenbuis verzorgen de elektroden het contact tussen "buiten" en "binnen".

## Anode en kathode
Elektroden worden wel onderscheiden in anoden en kathoden. De elektrode waar de reductie plaatsvindt heet de kathode en de elektrode waar de oxidatie plaatsvindt de anode. Afhankelijk van de opstelling kan de lading van de elektroden verschillen. De elektronen en de anionen (de negatieve ionen) worden aangetrokken door de positieve anode en de kationen (de positieve ionen) door de negatieve kathode. In het inwendige van de opstelling is de stroomrichting dus van anode naar kathode. Betreft het een elektrolyt waarin als gevolg van de stroomdoorgang een elektrochemische reactie plaatsvindt, of een elektronenbuis, dan wordt de anode aangesloten op de positieve pool van de uitwendige spanningsbron. Betreft het daarentegen een galvanisch element dat een elektrische stroom opwekt, zoals de Zuil van Volta, dan is de anode uitwendig de negatieve pool.

## Elektrode-oppervlak
Als een elektrode zich in een elektrolyt bevindt, stapelen zich ladingen op; elektrisch gezien ontstaat daardoor een condensator. Aan de elektrodezijde stapelen zich ladingen in een dunne laag (0,01 nm) op. Aan de vloeistofzijde stapelen zich geladen ionen op.